# Liste der Kreisstraßen im Ilm-Kreis

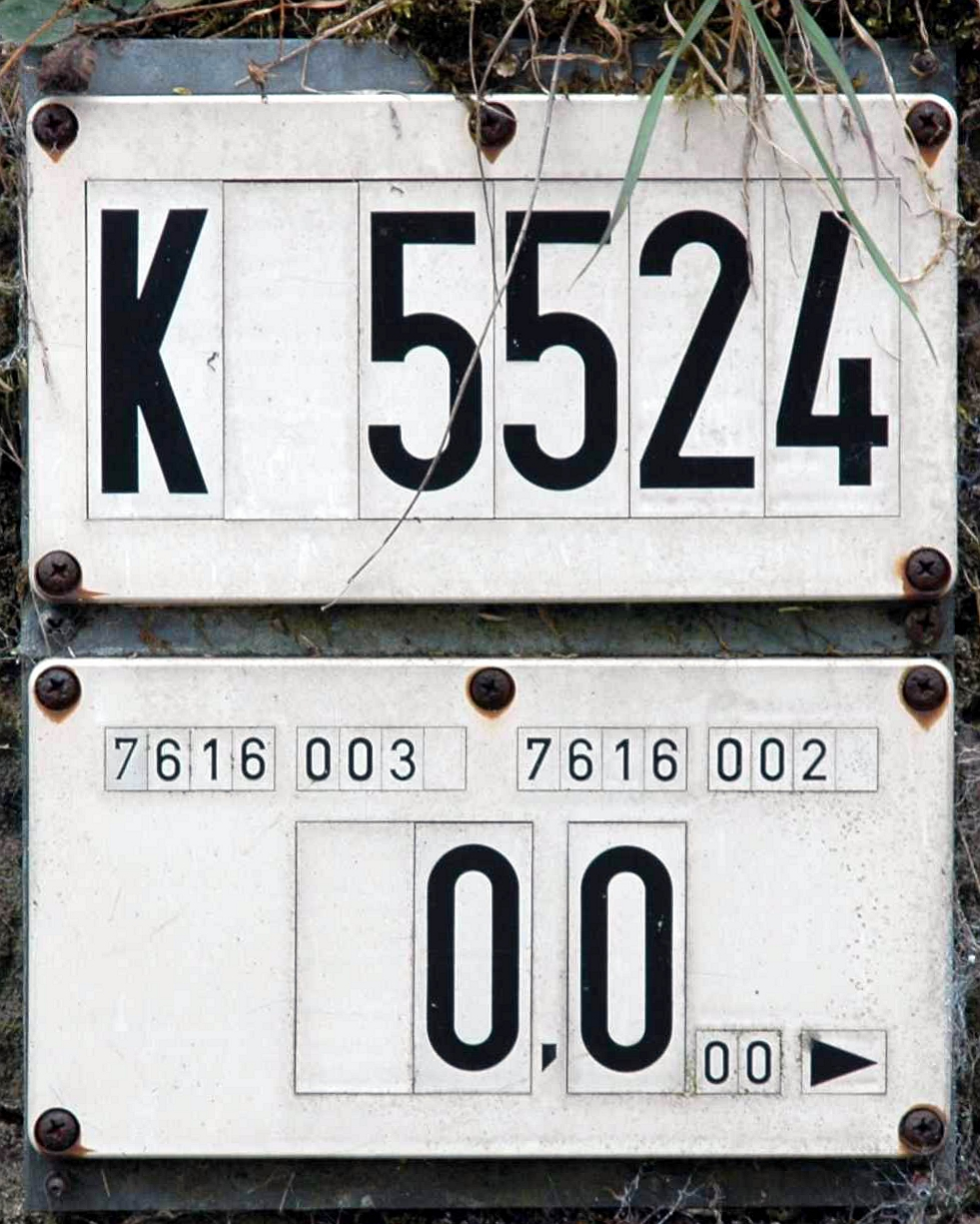
Stationszeichen

Die Liste der Kreisstraßen im Ilm-Kreis ist eine Liste der Kreisstraßen im thüringischen Ilm-Kreis.

## Abkürzungen
- K: Kreisstraße
- L: Landesstraße

## Liste
Straßen und Straßenabschnitte, die unabhängig vom Grund (Herabstufung zu einer Gemeindestraße oder Höherstufung) keine Kreisstraßen mehr sind, werden kursiv dargestellt. Der Straßenverlauf wird in der Regel von Nord nach Süd und von West nach Ost angegeben.
| Nr.  | Verlauf |
| ---- | --- |
| K 1  | K 22 (– Abzweig nach Ettischleben) – K 28 in Marlishausen                                                                                |
| K 2  | K 27 in Schmerfeld – Wipfra – K 7 – Neuroda – L 1047 – Behringen – K 6 – Niederwillingen – K 12 – L 3087 in Stadtilm                     |
| K 3  | K 29 in Cottendorf – Dörnfeld an der Ilm – Singen – Zeppelinmühle – L 1114 – K 11 – Geilsdorf – Großliebringen – K 10 – K 8 in Nahwinden |
| K 4  | L 1049 / K 23 in Werningsleben – K 5 – Gügleben – Riechheim – Kreisgrenze – (K 311 im Landkreis Weimarer Land)                           |
| K 5  | K 4 in Gügleben – Elleben – Osthausen – K 22 – Achelstädt – K 28 in Witzleben                                                            |
| K 6  | K 27 – Görbitzhausen – Roda (– Abzweig zur L 1047) – K 2 in Behringen                                                                    |
| K 7  | K 2 in Wipfra – Kettmannshausen – L 1047                                                                                                 |
| K 8  | L 3087 – Kleinhettstedt – Döllstedt – Nahwinden – K 9 – K 3 –                                                                            |
| K 9  | K 8 in Nahwinden – Ehrenstein – Kreisgrenze – (K 15 im Landkreis Saalfeld-Rudolstadt)                                                    |
| K 10 | K 3 in Großliebringen – Kleinliebringen                                                                                                  |
| K 11 | K 12 – Griesheim – L 3087 – Hammersfeld – L 1114                                                                                         |
| K 12 | K 2 in Niederwillingen – K 11 – Oberwillingen                                                                                            |
| K 13 | Rehestädt – L 1044n in Arnstadt |
| K 14 | L 1045 – Bittstädt |
| K 15 | K 30 – Espenfeld |
| K 16 | K 30 – Gossel |
| K 17 | L 3004 in Plaue – Rippersroda |
| K 18 | Angelroda – Neusiß – L 3004 |
| K 20 | (K 25 im Landkreis Gotha) – Kreisgrenze – L 1044                                                                                         |
| K 21 | (K 23 in Erfurt) – Kreisgrenze – Rockhausen (– Abzweig zur L 1049 und nach Bechstedt-Wagd) – Kreisgrenze – (K 24 in Erfurt)              |
| K 22 | L 1048 – Dornheim – K 1 – Alkersleben – L 1049 – Wülfershausen – K 5 in Osthausen                                                        |
| K 23 | L 3004 in Eischleben – Kirchheim – L 1049 / K 4 in Werningsleben                                                                         |
| K 24 | (K 22 im Landkreis Gotha) – Kreisgrenze – Sülzenbrücken – Haarhausen – L 1045 in Holzhausen                                              |
| K 25 | L 3004 in Martinroda – Geraberg – Elgersburg                                                                                             |
| K 27 | L 1048 in Marlishausen – Hausen – K 6 – Branchewinda – L 1047 – Reinsfeld – Schmerfeld – K 2 – Heyda                                     |
| K 28 | L 1048 in Marlishausen – K 1 – L 1049 – Wüllersleben – Witzleben – K 5 – Ellichleben – L 3087 in Dienstedt                               |
| K 29 | L 3087 – K 3 in Cottendorf |
| K 30 | (K 29 im Landkreis Gotha) – Kreisgrenze – K 16 – K 15 – L 1045 / L 1046 in Arnstadt                                                      |
| K 43 | L 3087 in Ilmenau – K 52 in Wümbach |
| K 44 | L 1140 in Langewiesen – Oehrenstock |
| K 46 | K 54 – Willmersdorf |
| K 47 | (K 173 im Landkreis Saalfeld-Rudolstadt) – Kreisgrenze – Allersdorf                                                                      |
| K 48 | K 54 in Gillersdorf – K 50 – L 2648 / K 49 in Böhlen                                                                                     |
| K 49 | Wildenspring – L 2648 / K 48 in Böhlen                                                                                                   |
| K 50 | Friedersdorf – K 48 |
| K 52 | K 62 in Gräfinau-Angstedt – Wümbach – K 43 –                                                                                             |
| K 53 | K 62 / K 63 in Gräfinau-Angstedt – Pulvermühle – Annawerk – in Gehren                                                                    |
| K 54 | L 1144 in Herschdorf – K 46 – Gillersdorf – K 48 – L 1047 in Hohe Tanne                                                                  |
| K 56 | L 3004 in Ilmenau – L 1137 / L 1141 am Großen Dreiherrenstein                                                                            |
| K 57 | K 58 – Frauenwald – Kreisgrenze – (Landkreis Hildburghausen)                                                                             |
| K 58 | L 1141 in Suhl – Kreisgrenze – K 57 in Frauenwald                                                                                        |
| K 59 | – Geschwenda |
| K 60 | L 1137 / L 2052 / K 61 in Kahlert – Kreisgrenze – (K 521 im Landkreis Hildburghausen)                                                    |
| K 61 | L 1137 / L 2052 / K 60 in Kahlert – Altenfeld                                                                                            |
| K 62 | L 3087 – Lehmannsbrück – Gräfinau-Angstedt – K 52 – K 53 / K 63 in Gräfinau-Angstedt                                                     |
| K 63 | K 53 / K 62 in Gräfinau-Angstedt – Kreisgrenze – (K 187 im Landkreis Saalfeld-Rudolstadt) – Kreisgrenze – / L 1144 in Pennewitz          |